# سالواتوره اسپوزیتو
سالواتوره اسپوزیتو (ایتالیایی: Salvatore Esposito؛ زادهٔ ۲ فوریهٔ ۱۹۸۶) یک هنرپیشه اهل ایتالیا است.
از فیلم‌ها یا مجموعه‌های تلویزیونی که وی در آن‌ها نقش داشته‌است می‌توان به به من می‌گویند جیگ، تاکسی ۵، گومورا و فارگو اشاره نمود.